# Javier Vilató
Javier Vilató Ruiz, né le 11 novembre 1921 à Barcelone et mort le 10 mars 2000 à Paris, est un peintre, graveur et sculpteur espagnol.
Il est le fils de Lola Ruiz Picasso, le frère de José Vilató et le neveu de Picasso.

## Biographie
Javier Vilató Ruiz naît le 11 novembre 1921 à Barcelone. Il peint depuis son enfance, mais n'a jamais fréquenté d'école d'art.
Il s'engage dans les rangs des Républicains pendant la guerre civile espagnole, pour lutter contre le coup d'état franquiste. En 1939, après la chute de Barcelone, il se réfugie en France auprès des 450 000 espagnols exilés de la Retirada et est interné avec son frère Joséfín dans le camp de concentration d'Argelès-sur-Mer. Ils en sortiront grâce à l'intervention de leur oncle Pablo Picasso.
Son exil à Paris en 1939 est interrompu par le début de la Seconde Guerre mondiale.
Il ne revient qu'en 1946. À partir de ce moment, il aura ses ateliers en France. Dans les années 70, il fera l'acquisition d'une maison en Espagne près de Los Montesinos, située dans la commune d'Almoradí dans la province d'Alicante, où il établira son atelier estival.
Il meurt le 10 mars 2000 à Paris.

## Principales expositions
- 1945 : « Exposicíon de Oleos », Galeria Pictoria, Barcelone, Espagne
- 1965 : « Gravures »[8], Département des estampes et de la photographie de la Bibliothèque nationale de France, Paris, France
- 1974 : « Vilató »[9], galerie Sapone, Nice, France
- 1974 : « Vilató - Gravure récentes »[10], Galerie Sagot - Le Garrec, Paris, France
- 1980 : « Vilató - Gravure récentes »[11], Galerie Sagot - Le Garrec, Paris, France
- 1985 : « Première Mondiale d'Art Tsigane »[12] des Initiatives Tsiganes à la Conciergerie de Paris, France
- 1999 : « Période 1939 – 1999 »[13], Sala Dalmau, Barcelone, Espagne
- 2012 : « Vilató (1921-2000). Barcelona-París. Un camí de llibertat »[14], Sala Dalmau, Barcelone, Espagne
- 2015 : « La línea ininterrumpida. Picasso, Fín, Vilató, Xavier »[15],[16],[17], Fondation Picasso - Museo Casa Natal (es), Malaga, Espagne
- 2021 :  « Vilató. 100 obras para un centenario »[18], Fondation Picasso - Museo Casa Natal (es), Malaga, Espagne
- 2021 : « Vilató. 100 obras para un centenario »[19], Centre Pompidou Málaga, Malaga, Espagne
- 2021 :  « Vilató. 100 obras para un centenario »[20], Sala de exposiciones de Almoradí, Alicante, Espagne
- 2021 :  « Vilató. 100 obras para un centenario »[21], « Vilató. Dessins de téléphone »[22], Musée Picasso, Barcelone, Espagne

## Conservation
- Femme avec une carafe et un verre d'eau, 1936, 52,6 x 39,9 cm, Aquatinte et pointe sèche, Museum of Modern Art, New-York [23]
- Femme assise, 1939, 90,5 x 60 cm, huile sur toile, Museu Nacional d'Art de Catalunya, Barcelone [24]
- Trois femmes nues, 1944, 160,5 x 104 cm, huile sur toile, Museu Nacional d'Art de Catalunya, Barcelone[25]
- Couple, Aquatinte, Collection d'estampes de la New York Public Library, New-York[26]
- Sur la terre sèche, 1975, 97 x 130 cm, acrylique sur toile, Museu Nacional d'Art de Catalunya, Barcelone [27]
- Portrait de Germaine (au restaurant), 1957, Centre Georges Pompidou, Paris [28]
- Personnage au fond bleu, 1969, Centre Georges Pompidou, Paris [29]
- La chambre, 1957, Centre Georges Pompidou, Paris [30]
- Nature morte au poulet, 1952, Centre Georges Pompidou, Paris [31]
- Nature morte à la table, 1939, Centre Georges Pompidou, Paris [32]
- Crâne avec huppe IV, 1988, Centre Georges Pompidou, Paris [33]
- 60 Figure, 1975, Centre Georges Pompidou, Paris [34]
- Fort de mer et de terre IV, 1992, Centre Georges Pompidou, Paris [35]

## Bibliophilie
- Matsie Hadjilazaros, 5 fois, Paris, GLM, 1949. Six gravures de Javier Vilató.
- Federico García Lorca et Javier Vilató, Chant funèbre pour Ignacio Sanchez Mejias, Paris, GLM, 1950.
- Javier Vilató et Antonio Porchia, Voix et autres voix, París, Éditions Fata Morgana, 1992, 72 p. (ISBN 978-2-8519-4050-6, lire en ligne).
- Andrée Chedid, Marées, Ed. de la Fenêtre, 1992 (lire en ligne). Poèmes illustrés de 6 gravures. Édité à 54 exemplaires. Édition de la Fenêtre, Paris, 1992.
- Javier Vilató et Andrée Chedid, États, París, Éditions Fata Morgana, 1993, 40 p. (lire en ligne).
- Javier Vilató et Federico García Lorca, Cante Jondo, París, Éditions Fata Morgana, 2010, 14 p. (lire en ligne).